# Bentos
Els bentos o organismes bentònics són aquells organismes demersals que viuen als fons marins, també anomenat la zona bentònica o simplement el bentos. N'hi ha que són fixos, d'altres que efectuen desplaçaments curts i d'altres que recorren distàncies llargues.
Les algues marrons, vermelles i verdes són unes de les components més importants del bentos. Les formes i coloracions d'aquestes són molt variades, així com la seva consistència. A més de les algues, al mar Mediterrani té una importància especial una planta fanerògama marina anomenada posidònia que forma grans praderies submarines, les anomenades «cintes».
Els mol·luscs bivalves, com el musclo, la cloïssa, l'ostra, la navalla recta, etc. també són bentònics. Les larves d'aquests éssers vius són sempre plantòniques. Els mol·luscs són el grup d'organismes bentònics que té una gamma més variada de coloracions vives. També es poden trobar diversos tipus de cucs, que de vegades presenten plomalls branquials molt vistosos. Els eriçons de mar i les estrelles de mar són altres components importants dels bentos. Tot i que poden semblar immòbils, realitzen lents desplaçaments i són excel·lents depredadors. Les esponges i coralls són dos grups d'organismes filtradors propis del bentos. El corall vermell és un animal que està especialment protegit i que és molt preuat per les seves aplicacions en joieria. Té un creixement molt lent. Són famoses les estructures coral·lines de les Illes Medes. Molts crustacis d'interès pesquer són bentònics: llagostes, gambes, llagostins, escamarlans, llamàntols, galeres, crancs, etc. Molts d'ells mantenen el cos amagat a la sorra o en forats.
Els peixos bentònics comprenen una part important de les espècies més valorades per a l'alimentació humana (lluç, moll de fang, moll de roca, llenguado, rèmol, rap, lluerna rossa, escatós, aranya blanca, etc.) i per a la pesca esportiva (com ara l'anfós bord i el dot). Les morenes i els congres són peixos carnívors que s'amaguen dins els forats. Altres peixos bentònics són l'ase mossegaire, l'escolà, el verat volador, el cabot de roca, etc.